# Gavrilov-Yamsky (huyện)
Huyện Gavrilov-Yamsky (tiếng Nga: ? райо́н) là một huyện hành chính tự quản (raion), của Tỉnh Yaroslavl, Nga. Huyện có diện tích 1137 kilômét vuông, dân số thời điểm ngày 1 tháng 1 năm 2000 là 30100 người. Trung tâm của huyện đóng ở Gavrilov-Yam.